# Hannah Davis
Hannah Davis (Adelaida, 11 d'agost de 1985) és una piragüista australiana en la modalitat d'aigües tranquil·les.
Va participar en els Jocs Olímpics de Pequín 2008, obtenint una medalla de bronze en la prova de K4 500 m. Va guanyar una medalla bronze al Campionat Mundial de Piragüisme de 2011.

## Palmarès internacional
| Jocs Olímpics     | Jocs Olímpics             | Jocs Olímpics | Jocs Olímpics |
| Any               | Lloc                      | Medalla       | Competició    |
| ----------------- | ------------------------- | ------------- | ------------- |
| 2008              | Pequín ( R.P. de la Xina) | 3             | K4 500 m      |
| Campionat Mundial |                           |               |               |
| Any               | Lloc                      | Medalla       | Competició    |
| 2011              | Szeged ( Hongria)         | 3             | K2 200 m      |